# Melchiade Gabba
Melchiade Gabba (Milano, 20 agosto 1874 – Roma, 17 novembre 1952) è stato un generale e politico italiano, veterano della prima guerra mondiale dove ricoprì l'incarico di Capo dell’ufficio operazioni e affari generali del Comando supremo.
Nel primo dopoguerra ricoprì il ruolo di direttore della Regia agenzia politica del Regno d’Italia presso le repubbliche di Georgia, Azerbaigian e di Armenia (28 febbraio 1920-16 marzo 1922), di Comandante del Regio corpo truppe coloniali d'Eritrea e di primo Aiutante di campo generale di S.A.R. il Principe di Piemonte (17 novembre 1932-25 maggio 1934). Durante la guerra d'Etiopia fu Capo di stato maggiore del Comando superiore dell'Africa Orientale, divenendo poi Senatore del Regno d'Italia il 25 marzo 1939. Tra il luglio 1943 e il 24 febbraio 1944 ricoprì l'incarico di Ministro dell'Africa Italiana.

## Biografia
Nacque a Milano il 20 agosto 1874, figlio del nobile Alberto e dalla nobildonna Giulia Sozzani, entrambi appartenenti all'aristocrazia milanese. Giovanissimo decise di intraprendere la carriera militare, dapprima frequentando, a partire dal 15 ottobre 1892, il Collegio Militare di Milano e poi la Regia Accademia d’artiglieria e genio ove si iscrisse l'8 agosto 1895.
Passò infine alla Scuola di guerra nel 1905. Dal 1911 al dicembre 1915 fu in Eritrea come ufficiale del Corpo di Stato maggiore, e poi comandante l'artiglieria del Regio corpo truppe coloniali.
Rientrato in Patria in piena prima guerra mondiale, a partire dal maggio 1916, con il grado di tenente colonnello, prestò servizio sul fronte giulio al comando di un gruppo di unità d'artiglieria del XVIII Corpo d'armata e del XX Corpo d'armata. Fu poi Capo di stato maggiore della 13ª Divisione, della 57ª Divisione, e Capo dell’ufficio operazioni e affari generali del Capo di stato maggiore del Regio Esercito, generale Luigi Cadorna. In seguito ricoprì il ruolo di Capo di stato maggiore del XXIX Corpo d'armata, del XIV Corpo d'armata e Capo di stato maggiore della Divisione militare territoriale di Chieti.
Divenne membro della Società geografica italiana (1919) perfezionandosi nella cartografia militare. Promosso colonnello, fu capo di una missione militare in Transcaucasia, e poi ricoprì il ruolo di direttore della Regia agenzia politica del Regno d'Italia presso le repubbliche di Georgia, Azerbaigian e di Armenia (28 febbraio 1920-16 marzo 1922).  Rientrato in Italia fu in successione Capo di stato maggiore del III Corpo d'armata di Milano, Capo ufficio operazioni allo Stato maggiore dell'Esercito, e segretario del Consiglio dell'Esercito (1921). Nel settembre 1921 ritornò in Eritrea come comandante di quel corpo di truppe coloniali.
Promosso generale di brigata nel maggio 1926 e nel 1927 nominato Capo di stato maggiore del comando designato d'armata di Firenze. Nel gennaio 1931 è promosso generale di divisione, e divenne Comandante della 20ª Divisione di fanteria "Curtatone e Montanara". Fu poi primo Aiutante di campo generale di S.A.R. il Principe di Piemonte (17 novembre 1932-25 maggio 1934). Nel 1934 si iscrive al PNF. Nel novembre 1934 fu promosso al grado di generale di corpo d'armata. Dal marzo 1935 prese parte alla guerra d'Etiopia come Capo di stato maggiore del Comando superiore dell'Africa Orientale, retto dal generale Emilio de Bono. Nel 1936 divenne generale designato d'armata
Nominato senatore del Regno d'Italia il 25 marzo 1939 su proposta del Ministro della guerra, divenne Membro della Commissione degli affari dell'Africa italiana (dal 1939 e poi Vicepresidente della medesima commissione dal 1941) e Membro della Commissione per il giudizio dell'Alta Corte di Giustizia (1939-1943). Nel maggio 1940 è promosso generale d'armata.
Il 27 luglio 1943 viene nominato da Pietro Badoglio Ministro dell'Africa Italiana, carica che deterrà sino al 24 febbraio 1944 quando tale ministero verrà assunto ad interim da Badoglio, e pochi mesi dopo dichiarato decaduto dal Senato.
Ritiratosi a vita privata dopo la formazione della Repubblica Italiana, si spense a Roma il 17 novembre 1952.